# Fiume Kelvin
Il Kelvin è un fiume scozzese che scorre nei pressi di Glasgow. Lungo circa 35 km, è il principale affluente del Clyde, il corso d'acqua più importante della città.

## Percorso
Il fiume nasce in una zona paludosa presso il villaggio di Banton, a est di Kilsyth. La sua lunghezza è di quasi 35 km; inizialmente costeggia la torbiera di Dullatur, dopodiché si immette in una trincea artificiale e con una svolta a 90° inizia a scorrere verso ovest presso il confine settentrionale della torbiera, parallelo al Forth and Clyde Canal. Il Kelvin transita poi per una ampia pianura alluvionale presso Twechar, dove riceve vari affluenti: il Dock Water, il Queenzie Burn, il Cast Burn e il Board Burn. Raggiunge poi Kirkintilloch, dove avviene la confluenza con due tributari più ricchi di acque, il Glazert e il Luggie. Superata la cittadina di Torrance, procede con un corso meandriforme verso Balmore; ricevuto il contributo idrico dell'Allander Water si dirige verso sud-ovest entrando in Glasgow. Attraverso il Kelvingrove Park raggiunge infine la propria confluenza nel Clyde, che avviene in corrispondenza dello Yorkhill Basin.

## Storia
Il fiume ha dato il nome al titolo nobiliare assegnato allo scienziato William Thomson, I barone Kelvin.. In onore del barone è stata poi chiamata l'unità di misura della temperatura assoluta, il kelvin, una volta chiamato erroneamente grado di Kelvin.

## Fauna
La fauna selvatica della valle del Kelvin comprende lo scoiattolo grigio, la gazza, l'airone grigio, il cormorano, cinciarella, la cinciallegra, il fringuello, il beccaccino, il picchio rosso maggiore, il merlo, il tordo sassello, la cornacchia, il martin pescatore, il germano reale, lo smego maggiore, capriolo, la volpe rossa, la lontra, il ratto d'acqua, il visone e il ratto grigio.
Ripetuti interventi per migliorare la qualità dell'acqua del fiume hanno portato al ritorno del salmone. Il Kelvin è stato sempre popolato da trote, e entrambe le specie possono essere pescate se si è in possesso dell'apposita licenza.